# Dennis Lütke-Frie
Dennis Lütke-Frie (* 4. April 2003 in Beelen) ist ein deutscher Fußballspieler, der hauptsächlich im Mittelfeld eingesetzt wird. Er steht bei Werder Bremen unter Vertrag und war Nachwuchsnationalspieler.

## Karriere

### Verein
Der Münsterländer Lütke-Frie begann ab der E-Jugend, für Nachwuchsmannschaften Borussia Dortmunds zu spielen. In seinem ersten Jahr im B-Junioren-Bundesligateam absolvierte er, der bis dato als Innenverteidiger gespielt hatte, auf wechselnden Mittelfeldpositionen sowie der linken defensiven Außenbahn bis auf eins alle Saisonspiele. Er blieb mit Teamkollegen wie Albin Thaqi, Kamal Bafounta und Ansgar Knauff in allen Ligaspielen unbesiegt, was zu einem nicht geringen Teil auch am erst 13-jährigen Youssoufa Moukoko lag, der in 25 Spielen 46 Tore schoss. Obwohl Moukoko, gemeinsam mit Rilind Hetemi einer von zwei Kapitänen, auch in den drei Endrundenspielen weiterhin zuverlässig traf, ging das Finale um die Meisterschaft gegen den 1. FC Köln verloren. Doch auch der Defensivspieler hatte sich siebenmal direkt an Treffern beteiligt, beispielsweise zweimal beim 10:0 gegen Hennef oder in Form eines Assists beim 2:2 gegen Borussia Mönchengladbach. Nachdem Moukoko verfrüht und gemeinsam mit Hetemi zu den A-Junioren aufgerückt war, wurde Lütke-Frie das Amt des Spielführers übertragen. Neben Torhüter Silas Ostrzinski waren auch unter anderem der Stürmer Bradley Fink und Verteidiger Faroukou Cisse neu zur Mannschaft gestoßen. Die Dortmunder verloren bis März 2020 lediglich ein Spiel, dann führte die COVID-19-Pandemie zum Ende aller Juniorenwettbewerbe. Bis dahin war Lütke-Frie von Trainer Sebastian Geppert weitaus offensiver eingesetzt worden wie noch zuvor, hatte sieben Tore geschossen und acht weitere vorbereitet. Allein beim 6:2 gegen Preußen Münster am 2. Spieltag gelangen dem Kapitän hinter Mittelstürmer Fink agierend drei Treffer sowie ein Assist.
Zusammen mit Lion Semić, Albin Thaqi, Nnamdi Collins, Göktan Gürpüz, Samuel Bamba, Bradley Fink und anderen rückte der Mittelfeldspieler im Sommer 2020 in die U19 des BVB auf. Nach vier Ligaspielen verschlimmerte sich die Pandemielage jedoch wieder, so dass die Spielzeit 2020/21 nicht mehr fortgesetzt werden konnte. Als Resultat daraus beschloss der DFB, in der Folgesaison nur eine Hinrunde spielen zu lassen. In dieser leistete Lütke-Frie, nun wieder Spielführer in 15 Partien sechs Torvorlagen für seine Mannschaftskollegen und ungeschlagen zog man mit dem Rivalen Schalke 04 ins Halbfinale der Meisterschaftsendrunde ein. Die beiden Spiele gegen die Gelsenkirchener verpasste der Mittelfeldspieler nach einem Leistenbruch, im anschließenden Finale stand er jedoch wieder auf dem Platz. Die Mannschaft von Hertha BSC konnte mit 2:1 besiegt werden, woraufhin er mit dem BVB dessen neunte A-Junioren-Meisterschaft gewinnen konnte. Bereits vor Beginn der Ligasaison war Lütke-Frie mit seinem Team im neu ins Leben gerufenen NRW-Junioren-Ligapokal erfolgreich, in dessen Verlauf er je zwei Tore und Assists beisteuerte. Als erster Dortmunder U19 gelang es der Mannschaft von Mike Tullberg darüber hinaus, bis ins Viertelfinale der UEFA Youth League vorzudringen. Auf dem Weg dorthin hatte man sich unter anderem gegen Ajax Amsterdam und Manchester United durchgesetzt. 
Im Anschluss an die Saison erhielt der Jungspieler eine Vertragsverlängerung bis Juni 2024. Zusammen mit Keeper Ostrzinski erfolgte dann auch die Versetzung in die U23, die in der 3. Liga antrat. Dieser stand er jedoch aufgrund zweier langwieriger Fußverletzungen die Saison über nur in drei Partien zur Verfügung. In diesen saß Lütke-Frie aber dann nur auf der Ersatzbank. Letztendlich erstreckte sich die Verletzungspause des jungen Spielers bis in den November 2023 hinein, in dessen Mitte Lütke-Frie dann wieder am Mannschaftstraining teilnehmen konnte. Sein Debüt im Herrenbereich folgte Anfang Dezember, als er in der Schlussphase gegen 1860 München beim Stand von 3:0 für den BVB eingewechselt wurde. Es folgten vier ebenfalls sehr kurze Spiele und der Klassenerhalt mit der Dortmunder U23.
Im Sommer 2024 verließ Lütke-Frie den Verein und wechselte zu Werder Bremen. Dort ist er für die zweite Mannschaft, die zuvor in die Regionalliga aufstieg, vorgesehen.

### Nationalmannschaft
Lütke-Frie kam seit der U15 für Nachwuchsmannschaften des DFB zum Einsatz.

## Erfolge und Auszeichnungen
Borussia Dortmund
- NRW-Junioren-Ligapokalsieger: 2021
- A-Junioren-Meister: 2022
- Westdeutscher A-Junioren-Meister: 2022